# Sulzfeld am Main
Pour les articles homonymes, voir Sulzfeld.
Sulzfeld am Main est une commune de Bavière (Allemagne), située dans l'arrondissement de Kitzingen, dans le district de Basse-Franconie.